# Gunnar Andersson (Wissenschaftstheoretiker)
Gunnar Andersson (* 19. April 1942 in Kärda, Gemeinde Värnamo) ist ein schwedischer Philosoph und Wissenschaftstheoretiker.
Nach der Promotion 1975 an der Universität Göteborg war er Hochschulassistent für Philosophie an der Universität Bochum und der Universität Trier. Seit 2000 ist er Professor für Philosophie und Wissenschaftstheorie an der Universität Umeå, Schweden, mittlerweile emeritiert. Als Autor wurde er durch wissenschaftstheoretische Schriften bekannt, insbesondere in der Auseinandersetzung mit der Kritik am kritischen Rationalismus durch Thomas S. Kuhn, Imre Lakatos und Paul Feyerabend.

## Werke (Auswahl)
- Kritik und Wissenschaftsgeschichte: Kuhns, Lakatos' und Feyerabends Kritik des Kritischen Rationalismus. 1988.
- Basisprobleme. I: Karl Popper, Logik der Forschung. Berlin 1998.